# René Lewejohann
René Lewejohann (* 13. Februar 1984 in Herne) ist ein ehemaliger deutscher Fußballspieler und heutiger -trainer.

## Karriere als Spieler
Lewejohann spielte in der Jugend für Westfalia Herne und den VfL Bochum, mit dem er in der Saison 2002/03 das Halbfinale der Deutschen Fußballmeisterschaft der A-Junioren erreichte. Zur Saison 2003/04 wechselte er zu LR Ahlen, wo er am 21. September 2003 sein erstes Spiel in der 2. Bundesliga absolvierte. Beim Spiel gegen den 1. FSV Mainz 05 wurde er eingewechselt. Da er bei LR Ahlen in zwei Jahren allerdings nur zu sieben Einsätzen kam, verließ er im Sommer 2005 den Verein und schloss sich der zweiten Mannschaft des FC Schalke 04 an. Dort avancierte er zum Stammspieler, absolvierte 51 Spiele in der Oberliga Westfalen für die Knappen und erzielte dabei 13 Tore. In dieser Zeit zog er sich jedoch auch zwei Mittelfußbrüche innerhalb eines halben Jahres zu. Nach zwei Jahren „auf Schalke“ verließ er die Mannschaft und stand in der Saison 2007/08 beim Oberligist SV Wilhelmshaven (Oberliga Nord) und der zweiten Mannschaft von Alemannia Aachen in der Oberliga Nordrhein unter Vertrag, kam jedoch aufgrund von auf einen Beckenschiefstand zurückzuführenden Verletzungen kaum zum Einsatz. Zur Saison 2008/09 kehrte er zu seinem Heimatverein Westfalia Herne zurück, den er jedoch bereits in der Winterpause wieder verließ, um ab der Rückrunde der Saison 2008/09 für den Bonner SC in der NRW-Liga zu spielen. Mit dem Bonner SC schaffte er den Aufstieg in die Regionalliga West. Da er dort in der Hinrunde der Saison 2009/10 jedoch nur selten zum Einsatz kam, wechselte er im Januar 2010 zum damaligen Oberligisten SV Meppen. Dort spielte er ein halbes Jahr lang und kehrte im Sommer wieder zu Westfalia Herne zurück. Lewejohann unterschrieb im Mai 2011 einen Zweijahresvertrag beim NRW-Ligisten Sportfreunde Siegen, mit denen er in der Saison 2011/12 den Sprung in die Regionalliga West schaffte. Im Juni 2013 verließ er die Sportfreunde und schloss sich dem Siegener Stadtteilverein 1. FC Kaan-Marienborn in der Westfalenliga an. Nach nur wenigen Einsätzen fiel Lewejohann aufgrund einer Verletzung der Peronealsehne bis zum Saisonende aus. Im Januar 2015 wechselte er für die Rückrunde zum Ligakonkurrenten DSC Wanne-Eickel. Im August 2015 ging Lewejohann zum BV Herne-Süd in die Bezirksliga.
Im Juni 2023 bestritt er sein letztes Spiel als Fußballer für den Kreisligisten Sportfreunde Bulmke, für den er ab 2020 aktiv war, in der Bezirksliga-Relegation.
Lewejohann absolvierte zwei Länderspiele für die deutsche U-20-Nationalmannschaft. Unter anderem kam er am 10. Dezember 2003 gegen Italiens Auswahl zu einem Einsatz.

## Karriere als Trainer
Im Januar 2016 ging er für einige Monate nach Australien um erste Trainererfahrungen zu sammeln. Er betreute die Junioren des FC Sydney und sollte im Auftrag der australischen Fußballakademie deutsche Trainingsphilosophie vermitteln. Im März 2017 wurde er Co-Trainer von Denis Tahirović beim Landesligisten FSV Duisburg. Zum Start der Saison 2017/18 übernahm er dort den Cheftrainerposten des zurückgetretenen Tahirović. Am 16. Januar 2018 trat Lewejohann beim FSV Duisburg zurück. Einen Monat später verpflichtete ihn die SpVgg Erkenschwick als neuen Trainer, bevor er schon im November 2018 zum Oberligisten Hammer SpVg wechselte. Am 28. Januar 2020 wurde er von seinen Aufgaben als Trainer von diesem freigestellt. Ab Sommer 2020 betreute er als Co-Trainer von Markus Kaya die U19 von Rot-Weiß Oberhausen. Anfang März 2023 beendete er seine Tätigkeit als A-Junioren-Co-Trainer von Rot-Weiß Oberhausen und wechselte als Co-Trainer bis zum Ende der Rückrunde der Saison 2022/23 in die Regionalliga West zu  Rot Weiss Ahlen.
Nachdem er zunächst als Co-Trainer eingestellt worden war, wurde er im Juli 2024 zum Cheftrainer des KFC Uerdingen ernannt. Er beerbte dabei den ebenfalls erst kürzlich verpflichteten Michél Mazingu-Dinzey, der die Rolle des Sportchefs übernahm. Am 21. April 2025 wurde Lewejohann als Cheftrainer des KFC Uerdingen freigestellt, nachdem der Insolvenzverwalter den Spielbetrieb des Vereins wegen fehlender finanzieller Voraussetzungen eingestellt, die Mannschaft beim WDFV abgemeldet und den Angestellten des Vereins gekündigt hatte.